# 2013年女子国际象棋世界冠军对抗赛
2013年“泰州·中国医药城杯”女子国际象棋世界冠军对抗赛 于北京时间9月10日至20日（原定28日结束）在中国江苏泰州的泰州宾馆进行。侯逸凡以5.5比1.5获胜。
比赛时限：每方90分钟走40步；第二时限为每方30分钟，每步棋加30秒。双方将进行10盘常规慢棋赛，先得5.5分的一方为获胜方，如果10盘比赛结束后仍未能分出胜负，则将进行每方25分钟，每步棋加10秒的快棋加赛。
如果4盘快棋加赛仍然打平，将进行2盘5+3(每方5分钟，每步棋加3秒)快棋，如果未分胜负，将继续进行2盘5+3加赛，如果结束了10盘5+3快棋赛后仍未分胜负，将进入到突然死亡赛制——白方5分钟，黑方4分钟，和棋算黑胜。
比赛总奖金20万欧元，如果在常规慢棋赛阶段分出胜负，则胜者获得总奖金的60%，败者获得总奖金40%。如果进入到快棋加赛后才分出胜负，则胜者将获得总奖金的55%，败者获得总奖金的45%。
前两局于9月11、12日进行，每下两局休息一天。侯逸凡首盘执黑。
|                         | 等级分 | 1 | 2 | 3 | 4 | 5 | 6 | 7 | 8 | 9 | 10 | 得分 |
| ----------------------- | ------ | - | - | - | - | - | - | - | - | - | -- | ---- |
| 安娜·乌什尼娜（乌克兰） | 2500   | 0 | ½ | 0 | ½ | ½ | 0 | 0 | . | . | .  | 1.5  |
| 侯逸凡（中国）          | 2609   | 1 | ½ | 1 | ½ | ½ | 1 | 1 | . | . | .  | 5.5  |